# The Plums of New York
The Plums of New York (abreviado Plums New York) es un libro con ilustraciones y descripciones botánicas que fue escrito por el  botánico y horticultor estadounidense Ulysses Prentiss Hedrick y publicado en el año 1911.
Publicado en Albany: por JB Lyon Company, impresoras estatales, 1911. Descripción:. Xii, 616 p, 96 hojas placas: port .; 31 cm. Serie: Informe del Experiment Station Agrícola de Nueva York para el año 1910; 2. Toma nota: En la cabeza de título: Estado de New York - Departamento de Agricultura. Informe anual número 18 - v.3 - pt. II.  "Bibliografía y referencias, con abreviaturas utilizadas": p. 573-580. U.P. Hedrick, asistido por R. Wellington, OM Taylor, WH Alderman, M.J. Dorsey